# バッカスとアリアドネ
『バッカスとアリアドネ』 (伊:  Bacco e Arianna, 英: Bacchus and Ariadne) はイタリアルネサンス期の巨匠ティツィアーノ・ヴェチェッリオが1520年から1523年にかけて描いた絵画である。ロンドンのロンドン・ナショナル・ギャラリー所蔵。

## 概要

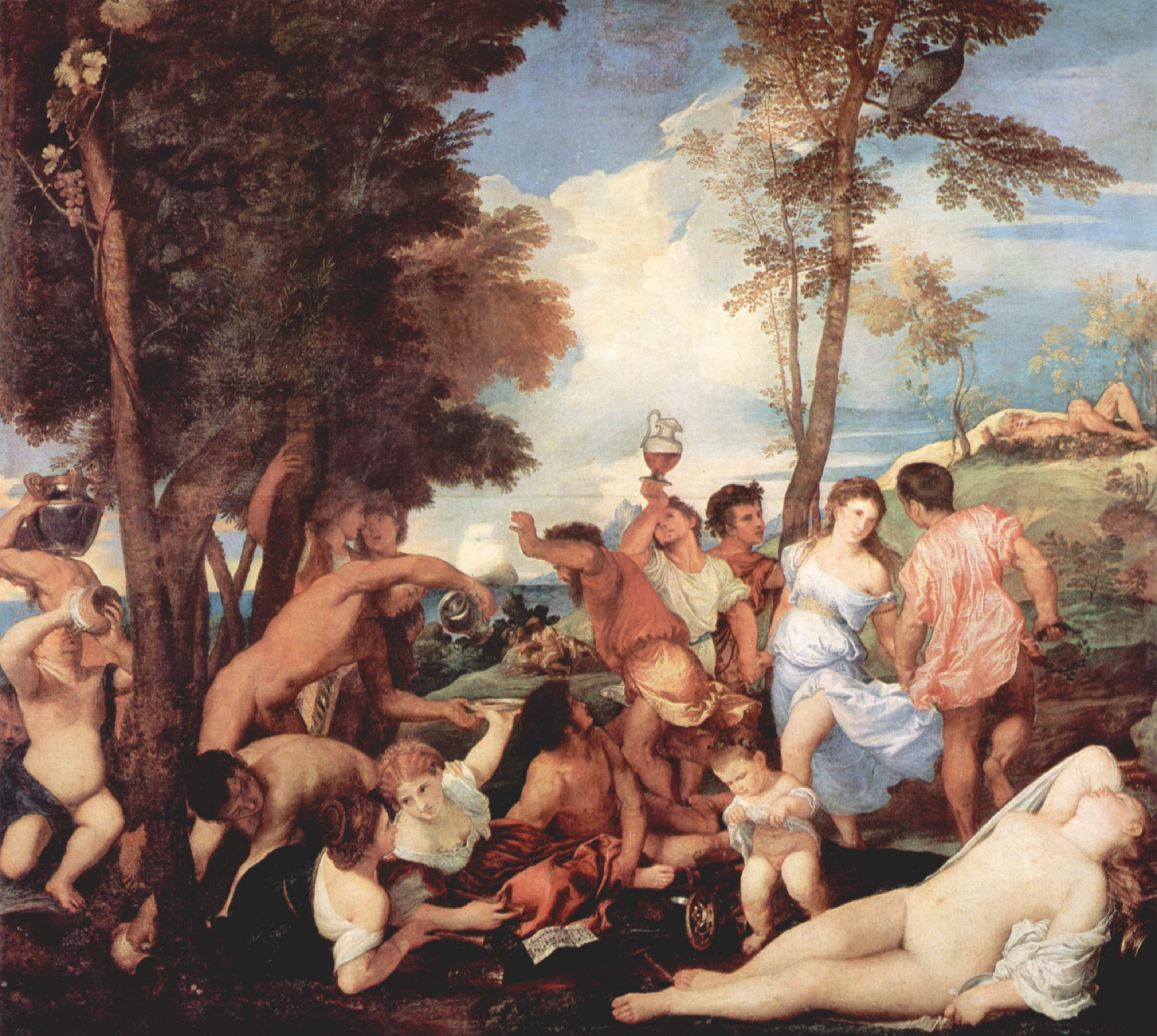
『アンドロス島の人々』 （The Andrians 1523年-1524年頃 プラド美術館）

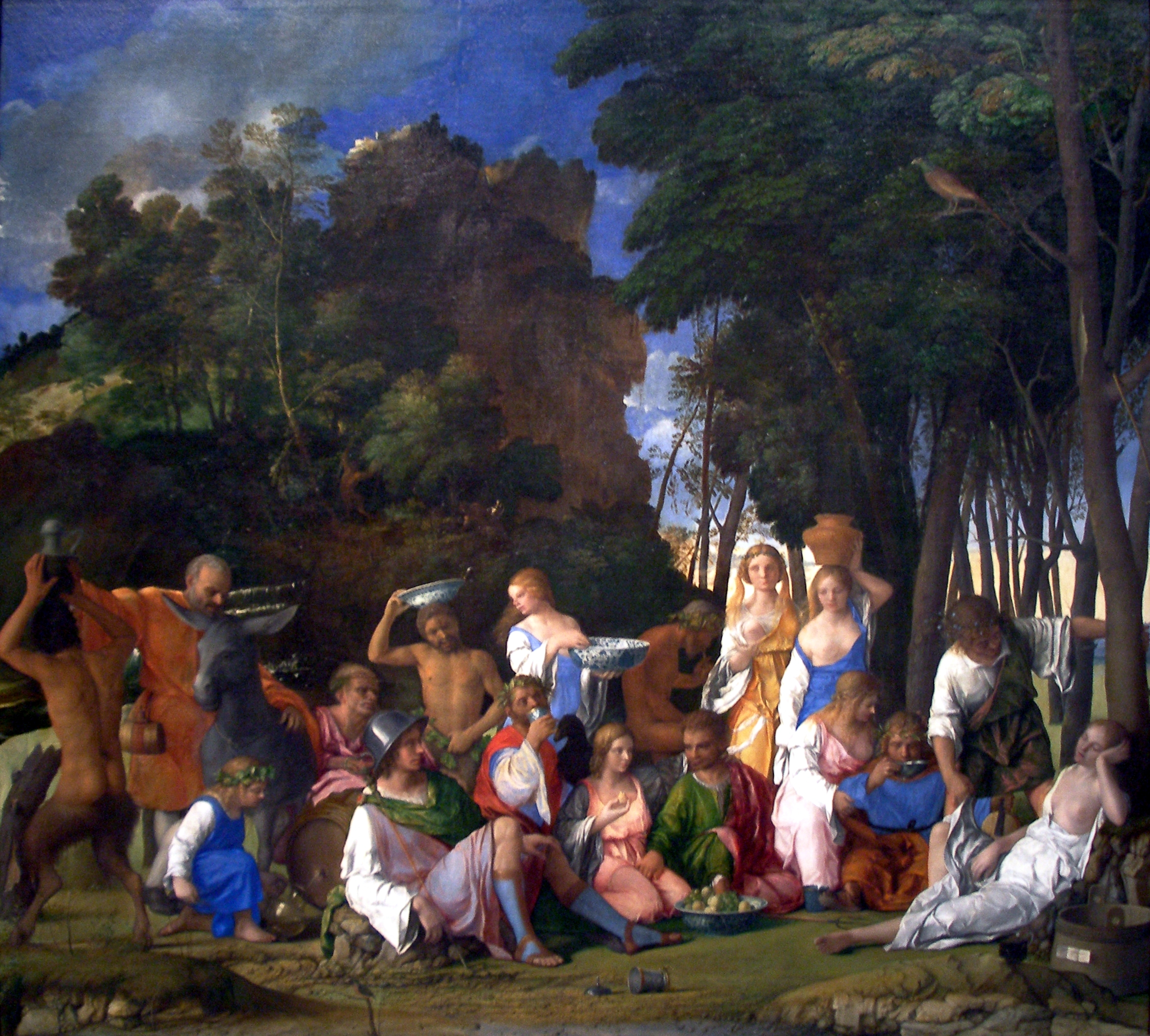
ジョヴァンニ・ベリーニ『神々の祝祭』（ The Feast of the Gods 1514年-1529年, ワシントン・ナショナル・ギャラリー）

この作品はギリシア神話の酒神ディオニュソス（バッカス）とアリアドネを描いた神話画で、ティツィアーノがフェラーラ公爵アルフォンソ・デステのために制作した3つのバッカス祭連作の第2作目にあたる。第1作は『ヴィーナスへの奉献』 （Worship of Venus, 1519年 プラド美術館蔵）であり、最後の作品は『アンドロス島の人々』 （The Andrians, 1523年-1524年頃 プラド美術館蔵）である。
フェラーラ公爵アルフォンソ・デステは姉のイザベラ・デステを真似て、自らの邸宅の書斎「カメリーノ・ダラバストロ」（Camerino d'Alabastro）に絵画を飾ることを企画した。書斎に神話をモチーフとした絵画を何枚も飾るというアイディアは、『バッカスの勝利』 （Triumph of Bacchus）の制作を依頼されたラファエロ・サンティが考案したもので、アルフォンソ・デステは絵画の主題をバッカス祭とし、著名な画家たちに絵画制作を依頼した。しかし1520年にラファエロが死去すると、完成していた基本計画はティツィアーノに引き継がれることになった。ティツィアーノはすでに完成していたジョヴァンニ・ベリーニの『神々の祝祭』 （The Feast of the Gods, ワシントン・ナショナル・ギャラリー蔵）に、他の作品と一体感を出すために加筆し、ティツィアーノのバッカス祭3連作『ヴィーナスへの奉献』 、『バッカスとアリアドネ』、『アンドロス島の人々』、ベリーニの『神々の祝祭』 と、ドッソ・ドッシの『バッコス祭』（Baccanale 1515年頃, ロンドン・ナショナル・ギャラリー蔵）がアルフォンソ・デステの書斎を飾ることとなった。

## 作品
『バッカスとアリアドネ』は古代ローマ時代の詩人カトゥルスとオウィディウスの詩文をもとにしている。神話によると、クレタの王女アリアドネはミノタウロスへの犠牲としてクレタに連れて来られたアテナイの王子テセウスに恋をする。アリアドネはテセウスの怪物退治を助け、ともにクレタを脱出するが、テセウスはアリアドネを見捨て、ナクソス島に置き去りにしてしまう。アリアドネは嘆くが、そこに2頭のヒョウが牽く戦車に乗ったバッカスが現れて、アリアドネを妻とし、アリアドネの宝冠を取って空に投げるとそれはかんむり座になった。

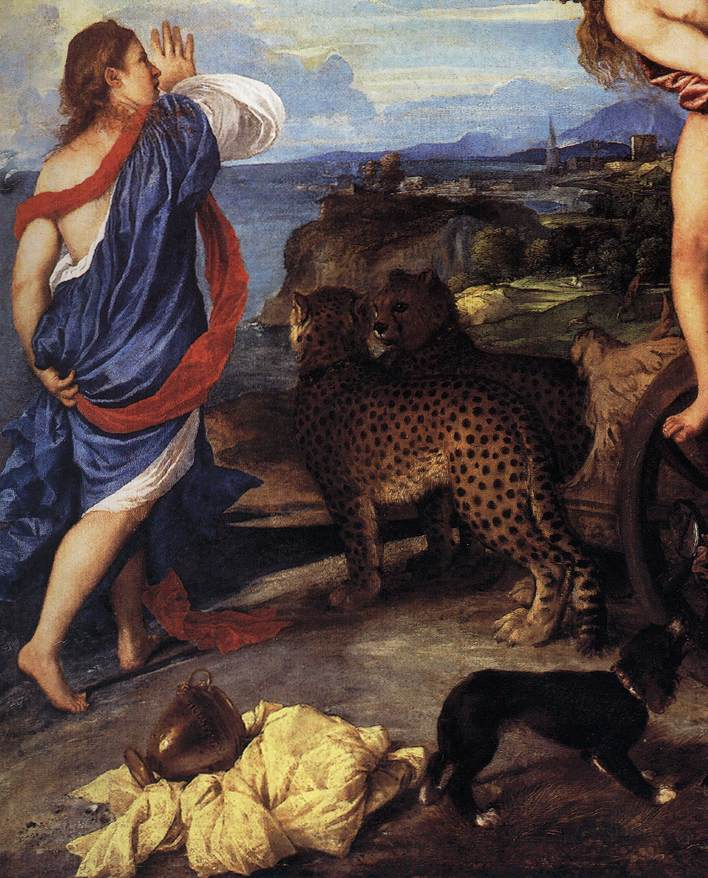
アリアドネ、2頭のヒョウ、黄金の壺と、吠える犬。

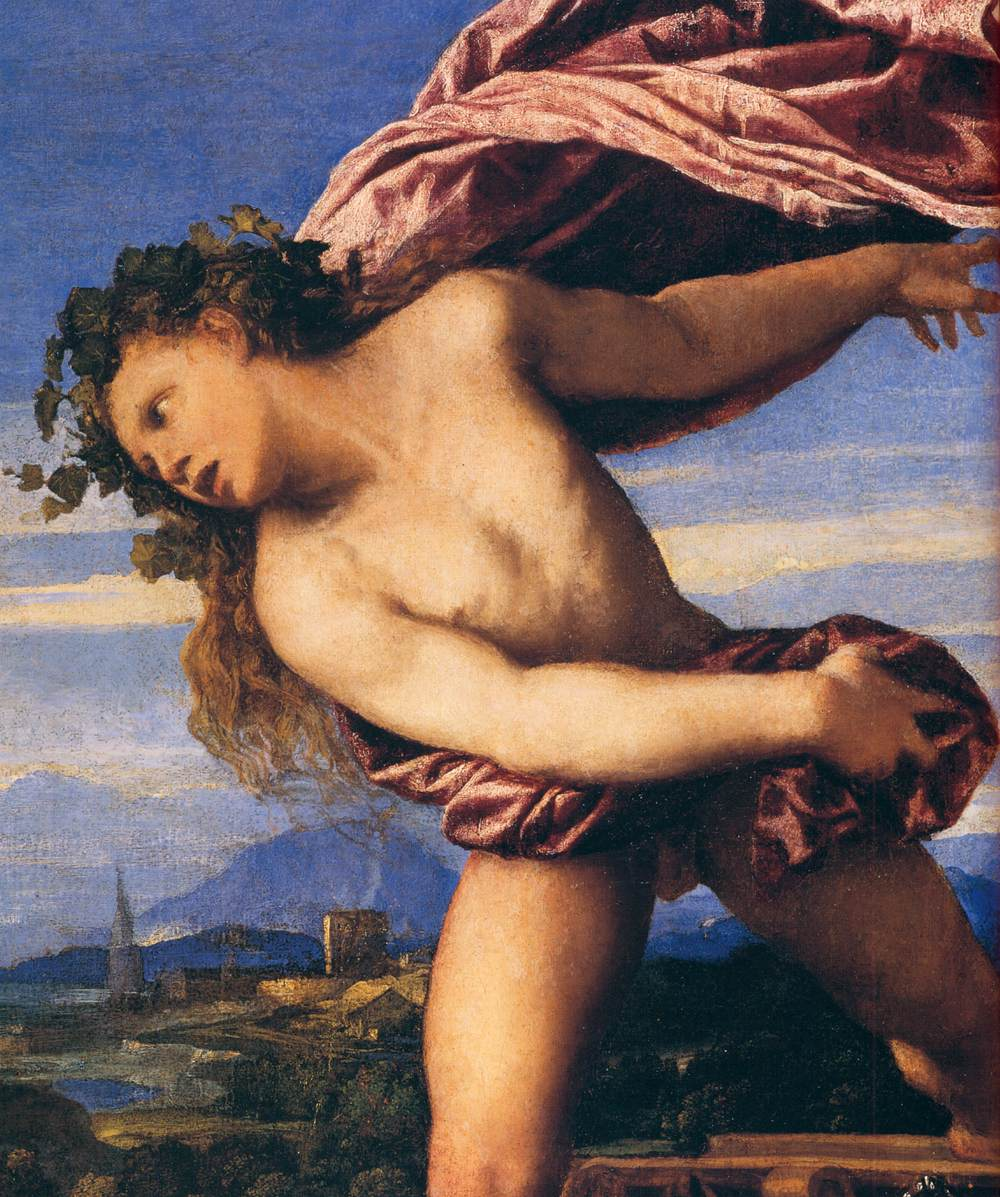
戦車から飛び降りるバッカス。

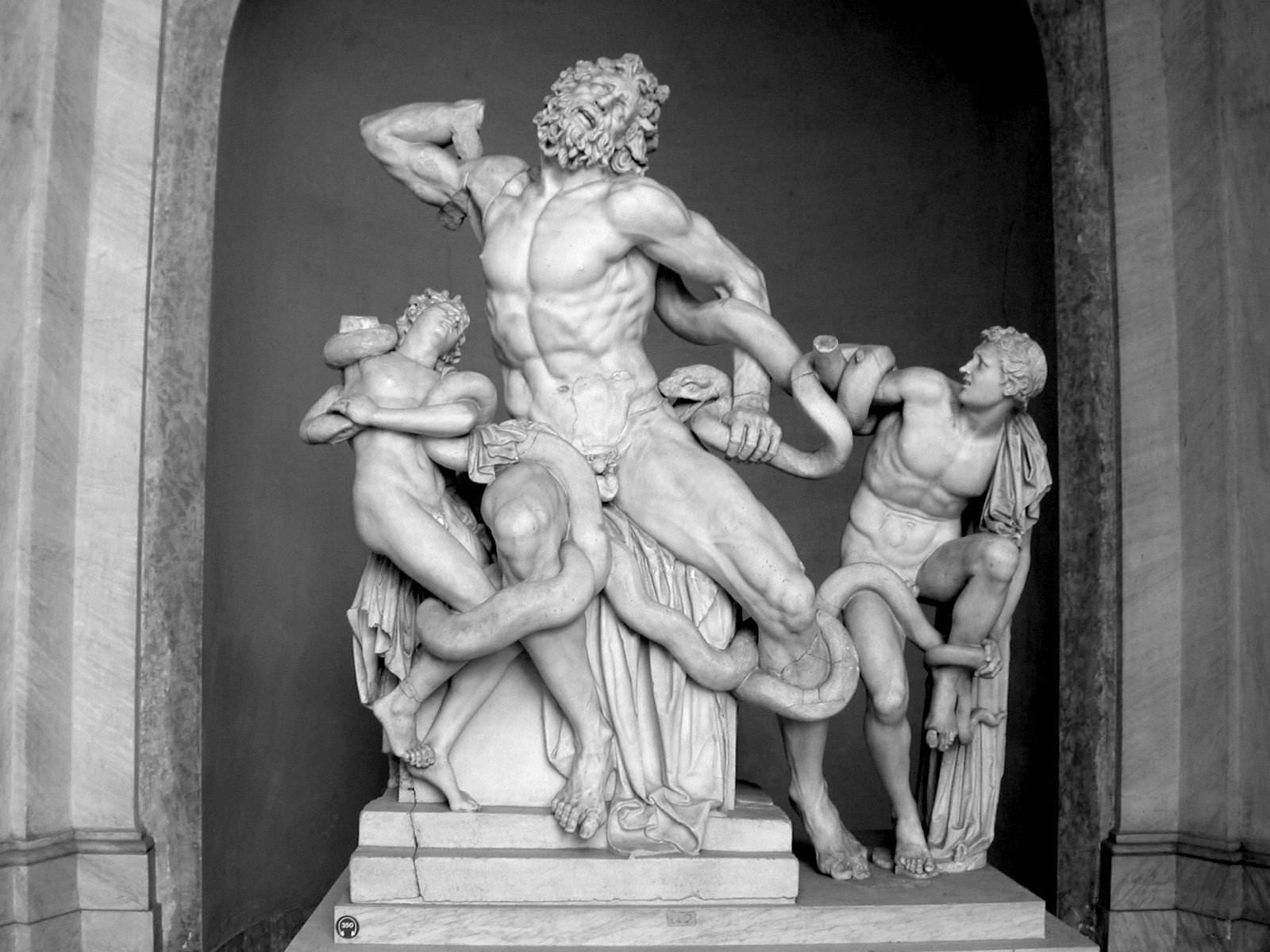
『ラオコーン像』 （ピオ・クレメンティーノ美術館（バチカン美術館）蔵）

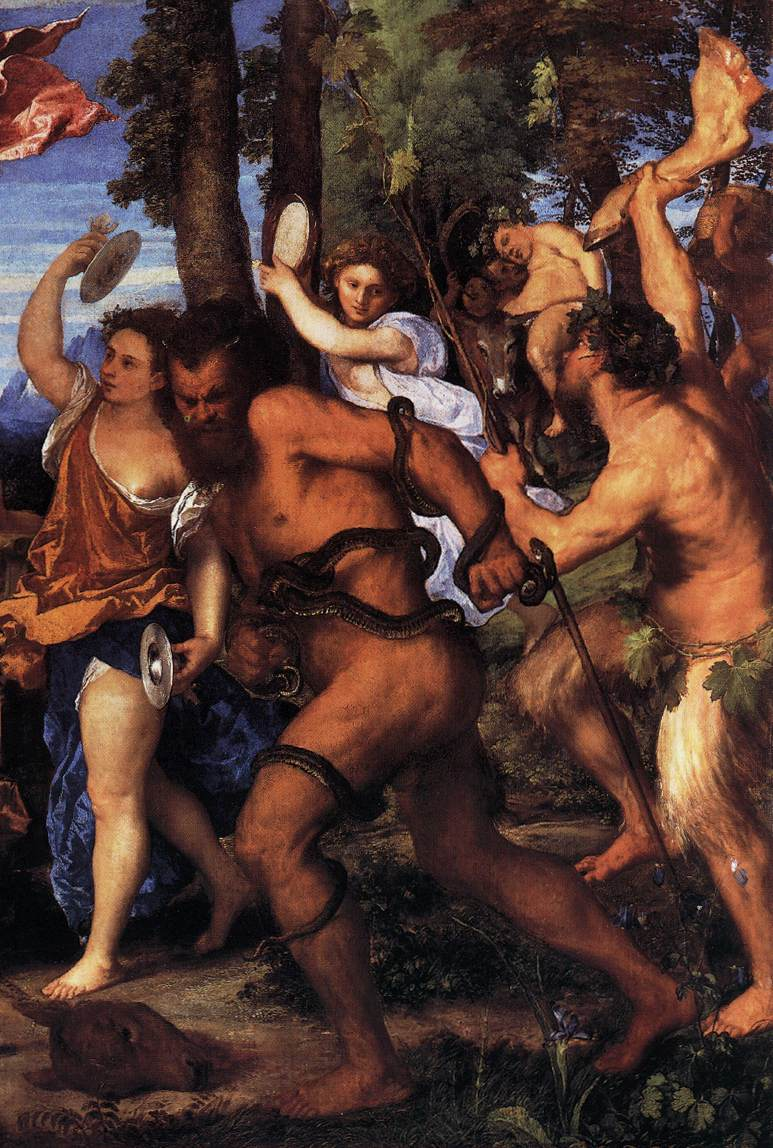
ヘビが絡みついた男とマイナスたち。

作品では、テセウスの船はすでに出航した後であり、画面中央左端に小さく描かれている。海岸で立ちつくすアリアドネは大騒ぎをしながら現れたバッカスの一行に驚くが、アリアドネを見つけたバッカスはチータから彼女を守るために戦車から飛び降りている。作品のベースとなったカトゥルスの詩文ではバッカスの戦車を牽くのがヒョウであるのに対し、この作品でチータとなっているのは、公爵が所有していたチータを描いたからだといわれる。一方、アリアドネの宝冠はすでに彼女の頭上で白い星座となっており、アリアドネとバッカスの結婚を予告している。
この絵画は右上から左下へ、斜めの2つの三角形に分割された構成と見ることができる。画面左側は高価なラピスラズリで描かれた穏やかな空で、その中で恋に落ちたバッカスとアリアドネの躍動を表現している。もう1つは画面右側の大部分を占める、グリーンとブラウンで描かれた大騒ぎをしている取り巻きの一行である。
画面右手前に描かれているヘビに巻き付かれている人物は、1506年にローマで発見された古代彫刻『ラオコーン像』（ピオ・クレメンティーノ美術館（バチカン美術館）蔵）の影響を受けている。画面左下の半人半獣のサテュロスに吠えかかるキャバリア犬はティツィアーノの他の多くの作品にも描かれているモチーフで、当時のイタリア王宮で飼育されていたと考えられている。アリアドネの足下にあるティツィアーノのサイン (TICIANVS) が入った黄金の壺は、公爵のコレクションの一つとして馴染みがあったアンティークの壺かも知れない。

## 修復による問題
『バッカスとアリアドネ』が描かれたカンバスは1500年代に2度筒状に丸められ、その結果この絵画の保存状態に悪影響を及ぼした。19世紀末から絵具の剥落を防ぐための修復が何度も行われており、最近の、そしてもっとも論争の的になった修復は、1967年から1968年にロンドン・ナショナル・ギャラリーで行われた修復だった。
この修復では、絵画の表面に塗られていた変色したワニスを除去するときに多くの絵具が剥離してしまい、広範囲にわたっての描き直しを余儀なくされる。この描き直しは画面左側の広々とした空の部分（もっとも絵具が剥離し損傷を受けた箇所）が、オリジナルと比べて平坦で淡い色調になっていると美術評論家たちに指摘された。ティツィアーノは、全体の色調を調えるために絵画表面に様々な成分を微妙に含んだワニスを塗布しており、そのワニスの除去が絵画の全体的なバランスを壊したと非難されたのである。これに対しロンドン・ナショナル・ギャラリーは、塗り重ねられたワニスが絵画を茶色に変色させていたため除去せざるを得ず、それに伴う絵具の剥離は不可避なものであったと反論している。

## 大衆文化
カナダのフォーク・ロックグループのクラッシュ・テスト・ダミーズ (en:Crash Test Dummies) のアルバム『God Shuffled His Feet』 (en:God Shuffled His Feet) のカバーに、メンバーの顔が『バッカスとアリアドネ』の人物の顔に置換されてこの絵画が使用されている。